# Casa Gausa
La Casa Gausa és un edifici gòtic del municipi de Martorell (Baix Llobregat) que forma part de l'Inventari del Patrimoni Arquitectònic de Catalunya.

## Descripció
És un edifici amb façana d'aparell romà. La porta d'accés és d'arc de mig punt amb dovelles de pedra picada a les voltes i muntants. Les restes de l'altra obertura de la façana mostren que tenia composició que l'anterior. S'observa una finestra coronella a sobre la porta, amb columnes estilitzades, capitells amb ornamentació floral i vidres emplomats.